# حسگر زیستی
حِسگرزیستی (نام علمی: Biosensor) یا زیس‌حسگر یا زیست‌حسگر یا بیوحسگر نامِ گروهی از حسگرها هستند و به گونه‌ای طراحی شده‌اند که بتوانند تنها با یک مادهٔ خاص واکنش نشان دهند. نتیجهٔ این واکنش به صورت پیام‌هایی در می‌آید که یک «ریزپردازنده» می‌تواند آن‌ها را تحلیل کند. این حسگرها مختلف هستند اما جدای از نوع خود، همگی دارای ساز و کاری مشترک‌اند و در مسیرِ سال‌های اخیر، پیشرفت‌های زیادی در عرصه‌های گوناگون داشته‌اند.
طبق تعریف اتحادیه بین‌المللی شیمی کاربردی و اتحادیه بین‌المللی شیمی محض، زیس‌حسگر عبارت است از مجموعه ابزارهایی که با استفاده از واکنش‌های بیوشیمیایی خاصی، به واسطهٔ آنزیم‌های ایزوله، بافت‌ها، سلول‌ها یا هر عنصر شیمیایی ماده مورد نظر را، معمولاً به صورت الکتریکی، اُپتیکی، یا گرمایی آشکارسازی می‌کند.
حسگرهای زیستی معمولاً برای به دست آوردن غلظت محلولی (گلوکز خون) و بررسی دی‌ان‌ای به منظور کشف هرگونه نقص «ژنتیکی» یا ابتلاء به سرطان‌ها در بدو تولد بکار می‌روند.
برای کشف اینگونه اختلالات، در این روش با مقایسه طیف دی‌اِن‌اِی با طیف ناشی از دی‌اِن‌اِی دارای نقص در ترتیب، که منجر به ایجاد سرطان می‌شود، از بدو تولد می‌توان از ابتلاء به سرطان یا سایر بیماری‌های ژنتیکی اطلاع یافت.
حواس بویایی و چشایی انسان که به شناسایی بوها و طعم‌های مختلف می‌پردازد یا سیستم‌ایمنی‌بدن که میلیون‌ها نوع مولکول مختلف را شناسایی می‌کند، نمونه‌هایی از حسگرهای زیستی‌ی طبیعی هستند.

## عملکرد و انواع
- نخستین‌بار مفهوم حسگرهای زیستی، توسط لیلاند سی. کلارک[پ] در اوایل سال‌های ۱۹۶۰ با استفاده از آنزیم‌الکترود [ت] برای اندازه‌گیری غلظت گلوکز، برای بیماران دیابتی؛ توسط آنزیم گلوکز اکسیداز [ث] معرفی شد. امروزه نیز بیشترین کاربرد حسگرهای زیستی، در زمینه اندازه‌گیری گلوکز است اما با پیشرفت‌هایی که در زمینه میکروالکتریک و میکرومکانیک [ج] رخ داده، تمرکز زیادی بر روی سیستم‌های مبتنی بر این دو قرار گرفته‌است، گاهی تعدادِ حسگرها به بیش از ۱۰۰۰ عدد بر سانتیمتر مربع می‌رسد. با توجه به دقیق بودن این‌گونه ابزارها، انتخاب مبدل مناسب و روش مناسب تثبیت دریافتگر زیستی در سطح جامد، موجب افزایش حساسیت و پایداری آن می‌گردد.
- توسعه حسگرهای زیستی از سال ۱۹۶۲ و با ساخت الکترود اکسیژن توسط کلارک در سین سیناتی آمریکا، برای اندازه‌گیری غلظت اکسیژن حل‌شده در خون آغاز شد. این حسگر همچنین بنام سازندهٔ آن گاهی الکترود کلارک نیز خوانده می‌شود. بعداً با پوشاندن سطح الکترود با آنزیمی که به اکسیده شدن گلوکز کمک می‌کرد، از این حسگر برای اندازه‌گیری قند خون استفاده شد. به‌طور مشابه با پوشاندن الکترود توسط آنزیمی که قابلیت تبدیل اوره به کربنات آمونیوم را داراست در کنار الکترودی از جنس یون ان‌اچ‌فورپلاس[چ]، حسگری ساخته شد که می‌توانست میزان اوره در خون یا ادرار را اندازه‌گیری کند. این دو حسگر زیستی از مبدل‌های متفاوتی در بخش تبدیل سیگنال استفاده می‌کردند بطوریکه در نوع اول میزان قند خون با اندازه‌گیری جریان الکتریکی (آمپرومتریک)[ح] تولید شده اندازه‌گیری می‌شد و در نوع دوم اندازه‌گیری غلظت اوره بر اساس میزان بار الکتریکی (پتانسیومتریک)[خ] ایجاد شده در الکترودها صورت می‌پذیرفت.
- حسگرهای زیستی انواع مختلفی دارند؛ اما جدای از نوعشان، همگی دارای عملکرد یکسانند. هر حسگر زیستی شامل دو بخش اصلی است: بخش نخست، عنصر تشخیص دهنده [د] است که برقراری پیوند شیمیاییِ باهدف را، توسط لیگاند[ذ] میسر می‌سازد و دومین بخش، انتقال‌دهنده[ر] نام دارد، وظیفه این بخش تبدیل سیگنال‌های دریافت شده‌است. حسگرهای زیستی دارای دو نوعِ اساسی حسگرهای مستقیم و غیرمستقیم اند.
- در حسگرهای زیستیِ مستقیم، هدف بدون هیچ واسطه‌ای با لیگاند پیوند برقرار کرده و شناسایی می‌شود. اما در حسگر غیرمستقیم، این کار توسط یک عنصر واسطه انجام می‌گیرد. سرعت و سادگی حسگرهای مستقیم نسبت به غیرمستقیم بیشتر است، قابلیت استفاده در حالت غیرمستقیم و اندازه‌گیری تغییرات فیزیکی (خواص اپتیکی، الکتریکی و شیمیایی) از دیگر کاربردها و مزایای نوع مستقیم آن است. عملکرد حسگرهای زیستی نیز به دو نوعِ دیگرِ اپتیکی و مکانیکی بخش‌بندی می‌شود، از انواع اپتیکی آن می‌توان به اس‌پی‌آر یا تشدیدکننده پلاسمون سطحی[ز] اشاره کرد. سامانه میکرو الکترومکانیکی[ژ] از نوع مکانیکی آن است، برخی از این سامانه در ابعاد نانو نیز کاربردهای فراوانی دارند.

## ساختار
- حسگرهای زیستی ساختار نسبتاً پیچیده‌ای دارند، اما همگی دارای سه بخش کلی هستند، پذیرندهٔ زیستی یا عنصرِ زیستیِ حساس، نخستین بخش این دستگاه است. یک مادهٔ زیستی است، که می‌تواند از پادتنها، اسید نوکلئیکها، آنزیم‌ها، سلول‌ها و دیگر ماده‌هایِ زیستی باشد؛ و به صورتِ انتخابی تنها با مادهٔ خاصی واکنش نشان دهد. پس از واکنشِ ماده‌ای خاص، آشکارساز و مبدل، با پذیرنده‌هایِ زیستی، وارد عمل می‌شوند و می‌توانند نوع و مقدارِ واکنش را، با روش‌هایِ مختلفِ فیزیکی-شیمیایی کرده (مثلاً با بررسیِ تغییرهایِ الکتروشیمیایی، نوری، جرمی یا حرارتیِ قبل و بعد از واکنش) و به وسیلهٔ سیگنال‌هایِ مناسب به پردازنده ارسال کنند؛ و بخشِ پردازنده که مسئولیتِ نمایشِ نتیجهٔ فعالیتِ حسگر را بر عهده دارد. به‌طور کلی می‌توان گفت حسگرهای زیستی یک گروه از سیستم‌های اندازه‌گیری هستند که طراحی آنها بر مبنای شناسایی انتخابی آنالیتها بر اساس اجزاء بیولوژیک و آشکارسازهای فیزیکوشیمیایی صورت می‌پذیرد.
- فناوری حسگر زیستی در حقیقت نشان دهنده ترکیبی از علوم بیوشیمی، بیولوژی مولکولی، شیمی، فیزیک، الکترونیک و کامپیوتر و شامل یک حسگر کوچک و ماده بیولوژیک تثبیت شده بر آن می‌باشد. از آنجا که حسگرهای زیستی ابزاری توانمند جهت شناسایی مولکول‌های زیستی می‌باشند، امروزه از آنها در علوم مختلف پزشکی، صنایع شیمیایی، صنایع غذایی، مانیتورینگ محیط زیست، تولید محصولات دارویی، بهداشتی و غیره بهره می‌گیرند. حسگرهای زیستی ابزارهای آنالیتیکی بشمار می‌روند که می‌توانند با بهره‌گیری از هوشمندی مواد بیولوژیک، ترکیب یا ترکیباتی را شناسایی نموده، با آنها واکنش دهند؛ و بدین ترتیب یک پیام شیمیایی، نوری یا الکتریکی ایجاد نمایند. بیشترین کاربرد حسگرهای زیستی در تشخیص‌های پزشکی و علوم آزمایشگاهی است، در حال حاضر حسگرهای زیستیی گلوکز از موفق‌ترین حسگرهای زیستیی موجود در بازار بوده که برای اندازه‌گیری غلظت گلوکز خون بیماران دیابتی استفاده می‌شود. دریافت‌گرهای زیستی مورد استفاده در این حسگرها بدین ترتیب است:

1. آنزیم
2. پادتن
3. گیرنده‌های سلولی
4. اسیدهای نوکلئیک DNA
5. (آران‌ای) میکروارگانیسم یا سلول کامل
6. بافت
7. گیرنده‌های سنتتیک

- در این سامانه‌ها اندازه‌گیری تغییرات فیزیکی‌وشیمیایی انجام شده در سطح حسگر زیستی و تبدیل آن به انرژی قابل اندازه‌گیری توسط مبدل انجام می‌شود. از انواع متداول مبدل‌های مورد استفاده در حسگرهای زیستی نیز می‌توان به الکتروشیمیایی، نوری (تابناکی، جذب و تشدید پلاسمون سطح) حساس به تغییر جرم و حرارتی اشاره کرد.
- به عبارتی دیگر یک حسگر زیستی به‌طور کلی شامل یک سیستم بیولوژیکی تثبیت شده می‌باشد که در حضور آنالیت مورد اندازه‌گیری باعث تغییر خواص محیط اطراف می‌شود. وسیله اندازه‌گیری که به این تغییرات حساس است، سیگنالی متناسب با میزان یا نوع تغییرات تولید می‌نماید که متعاقباً به سیگنالی قابل فهم برای دستگاه‌های الکترونیکی تبدیل می‌گردد. سیستم‌های اندازه‌گیری موجود توانایی سنجش مولکولهای غیرقطبی را که در بافت‌های حیاتی تشکیل می‌گردند را ندارند در حالی که حسگر زیستی‌ها می‌توانند این ترکیبات را شناسایی و سنجش کنند. از آنجایی که مبنای کار حسگرهای زیستی بر اساس سامانه بیولوژیکی تثبیت و تعبیه شده در خود آنهاست، بنابراین آنهاها اثرات جانبی بر سایر بافتها ندارند و همچنین کنترل پیوسته و بسیار سریع فعالیتهای متابولیسمی توسط این حسگرها امکان‌پذیر است.

## انواع متداول
- حسگرهای زیستی بر اساس نحوه شناسایی آنالیت به دو گروه عمده تقسیم می‌گردند:

1. حسگر زیستی با اساس شناسایی مستقیم پادگن (آنتی‌ژن): که واکنش پذیرنده با آنالیت مستقیماً توسط حسگر شناسایی می‌گردد. عناصر بیولوژیک مورد استفاده در این گروه، گیرنده‌های سلولی و آنتی‌بادی‌ها می‌باشند.
2. حسگر زیستی با اساس شناسایی غیر مستقیم پادگن: در این حسگرها، واکنش پذیرنده با آنالیت به‌طور غیر مستقیم توسط حسگر شناسایی می‌گردد. عناصر بیولوژیک مورد استفاده در این گروه ترکیبات نشاندار، مثل آنتی‌بادیهای نشاندار شده یا ترکیباتی با خاصیت کاتالیتیکی مانند آنزیم‌ها هستند.

### حسگر اپتیکی تشدیدگر پلاسمون سطح
- حسگر تشدید پلاسمون سطح[س] مناسب‌ترین ابزار برای تحلیل برهمکنش‌های انواع مختلفی از مولکولهاست. ساده‌ترین و متداول‌ترین این برهم‌کنش‌ها، برهم‌کنش پادتن-پادگن است. این سامانه‌ها بر اساس آشکارسازی مدولاسیون مکانی فاز[ش] است. در این سیستم نور تکفام موازی به منظور برانگیختن آس‌پی‌آر استفاده می‌شود و فاز نور بازتابی به صورت مکانی مدوله شده تا یک طرح تداخلی ایجاد کند. نمونه‌های تجاری امروزی این نوع حسگرها بر اساس شدت آشکارسازی نور کار می‌کنند که سامانه ساده‌ای دارند، اما خطاهای موجود در منبع نوری، آشکارساز نور و تقویت‌کننده، موجب کاهش دقت حسگر شده و بیشتر از چیزی در حدود {\displaystyle 10^{-}6} در مقیاس آرآی‌یو[ص] نخواهد بود. به منظور افزایش دقت حسگر به جای اندازه‌گیری شدت، تغییرات فازی را اندازه‌گیری می‌کنند. همچنین برانگیختن حسگر باعث افزایش سرعت تغییر شدت و فاز تا دقتِ {\displaystyle 10^{-}4} آرآی‌یو می‌گردد.
- اساس کار حسگرهای اپتیکی بر پایه تغییر ضریب شکست نور در مرز منشور (فیبر) و با تماس لیگاند است. به منظور افزایش جذب انرژی نور و دقت بیشتر یک لایه فلز و معمولاً طلا، بر روی سطح فیبر استفاده می‌کنند. اجزای یک حسگر اس‌پی‌آر دارای بخش‌های زیر است:

1. لیزر هلیوم-نئون ۶۳۲٫۸ نانومتر[ض]
2. دریچه ۱۰ میکرومتری آلومینیومی واقع در فاصله کانونی لنزها
3. بسط دهندهٔ پرتو
4. صفحه موج {\displaystyle 1/2}
5. دیافراگم مثلثی
6. منشور متساوی الاضلاع کریشمان از شیشه ZF5 و ضریب شکست تا ۱٫۷۴۰)
7. تراشه پردازنده حسگر
8. سلول جریان
9. منشور ولاتسون و معمولاً با زاویه جدایی ۳ درجه
10. منشور قطبنده
11. لنز تصویرساز
12. دوربین سی‌سی‌دی[ط] متصل به رایانه
13. رایانه

### حسگر فیبری
- در حسگر فیبری آس‌پی‌آر[ظ] به جای استفاده از منشور از فیبر استفاده می‌شود. مزیت این نوع حسگر اندازه کوچک آن است. عملکرد فیبر نیز به همان شکل تغییر در ضریب شکست و فاز پرتوی بازگشتی است. فیبر از قسمت نازک‌تر در تماس محلول مورد بررسی قرار گرفته، نور عبوری از فیبر (که دائماً در حال بازتاب داخلی در فیبر است) در اثر وجود ویروس مورد نظر در محلول و قرار گرفتن بر روی لیگاند، دچار تغییر ضریب شکست شده و پرتو خروجی تغییر فاز نشان می‌دهد. با اندازه‌گیری شیفت در طول موج نور خروجی، به میزان غلظت ویروس یا وجود یا عدم وجود ویروس پی می‌بریم.
- همچنین در قسمت زیرین فیبر از یک کره استفاده شده که باعث رفت و برگشت بیشتر نور و در نتیجه تقویت می‌گردد. برای ساختن تیپ، فیبر را در ۱۴۰۰ میلی‌لیتر اسید هیدروفلوریک[ع] ۴۸ درصد، به همراه ۸۰۰ میلی‌لیتر روغن قرار داده و سپس توسط سدیم‌هیدروکسید[غ] یا همام سود سوزآور، اسید را خنثی و تیپ را می‌شویند. هرچه تیپ متقارن تر باشد پرتوی خروجی از آن دارای شکل متقارن تری است و در اندازه‌گیری دقت بیشتری به دست خواهد داد.

## ویژگی‌های حسگرهای زیستی
- حسگرهای زیستی سیستم‌های اندازه‌گیری بسیار دقیق، حساس و اختصاصی هستند که می‌توانند آنالیت مورد نظر را در غلظت‌های بسیار کم در نمونه‌های بیولوژیک اندازه‌گیری کند. وجود بیورسپتورهای خاص، علت ویژگی‌های منحصر به‌فرد این سیستم‌های اندازه‌گیری است. در حقیقت اساس شناسایی و سنجش ترکیبات در این سیستم‌ها، اتصال ویژه آنالیت مورد اندازه‌گیری به حسگر توسط بیورسپتورها است. اهمیت این اجزاء، در عملکرد بسیار اختصاصی آنها نسبت به آنالیت خاصی است که، بدین وسیله از مداخلهٔ مواد مزاحم که موجب عدم کارایی بسیاری از روش‌های اندازه‌گیری است، جلوگیری می‌کند. جزء بیولوژیک ممکن است، واکنش سوبسترا را کاتالیز کند (آنزیم) یا به‌طور انتخابی به سوبسترا متصل شود. آنزیم‌ها یکی از متداولترین عناصر بیولوژیکی هستند که در این سیستم‌ها مورد استفاده قرار می‌گیرند. عناصر بیولوژیکی عامل اصلی گزینش در حسگر زیستی محسوب می‌شوند که عمدتاً در پنج گروه تقسیم‌بندی می‌گردند: پادتن، آنزیم، اسید نوکلئیک، ساختارهای سلولی و سلول‌ها.
- به منظور ساخت یک حسگر زیستی پایدار، باید جزء بیولوژیکی به طرز خاصی به مبدل‌ها متصل گردد، به چنین فرایندی را تثبیت می‌گویند. جذب سطحی، ریزپوشینه‌سازی، محبوس‌سازی، پیوند عرضی و پیوند کووالانسی از روش‌های تثبیت اجزای زیستی هستند. از دیگر ویژگی‌های حسگرهای زیستی، مبدل بودن آنها است. مبدل، تغییر قابل مشاهده فیزیکی یا شیمیایی را، به یک پیغام قابل اندازه‌گیری، که بزرگی آن متناسب با غلظت ماده یا گروهی از مواد مورد سنجش است، تبدیل می‌نماید. چنین عملی، از تلفیق دو فرایند متفاوت حاصل می‌شود؛ این وسیله ویژگی و حساسیت مواد بیولوژیکی را با قدرت محاسبه گری ریزپردازشگر ترکیب می‌نماید. بیشتر حسگر زیستی‌ها از مبدل‌های الکتروشیمیایی ساخته شده‌اند؛ و دارای انواع: مبدل‌های نوری، الکتروشیمیایی، پیزوالکتریک و گرمایی هستند.

## تشخیص بیماری‌ها
- به دلیل عدم نیاز به وسایل پیشرفته و صرف زمان و هزینه زیاد در استفاده از حسگرها، برای تشخیص آنالیت‌ها در مراکز کوچک یا با امکانات کم و حتی در منزل نیز کاربرد دارند. این روش‌ها می‌توانند در شناخت مکانیسم برخی بیماری‌ها و اختلالات، در امر تشخیص و درمان بیماری‌ها و عوارض آنها و شناسایی علل و زمینه‌های به وجود آورنده آنها و نیز در سایر علوم مرتبط نظیر داروسازی، سامانه‌های پیشرفته دارورسانی و شناسایی داروهای جدید و ارزیابی فعالیت بیولوژیک آنها فعالیت نماید.
- کاربردهای مختلفی برای حسگرهای زیستی در پزشکی و بالینی متصور است که در ذیل اشاره می‌شود: تشخیص و درمان بیماری‌ها در زمینه سرطان، دیابت، تشخیص عوامل بیماریزا، اندازه‌گیری داروها و متابولیت‌ها آنها، کشف داروهای جدید و ارزیابی فعالیت آنها، ارزیابی و اندازه‌گیری آنالیت‌های موجود در نمونه بیولوژیک و تشخیص سریع بیماری‌ها با استفاده از تستهای سریع یا Point-of- care، ویژگی این تست‌ها سرعت و ارزان بودن روش آزمایش است.

اگر چه استفاده از حسگرها قدمت زیادی دارد، اما در سال‌های اخیر نانوفناوری نقش مهم و فزاینده ای در توسعه آنها ایفا کرده‌است. نانوحسگرهایی که بخش تشخیص‌دهنده (Recognizing Part) آن‌ها ماهیت زیستی داشته باشند نانوحسگر زیستی شناخته می‌شوند که به دلیل دارا بودن اندازه نانومتری می‌توانند سنجش در محیط-های زیستی را آسانتر، حساس تر و سریعتر انجام دهند.
نانوساختارهای مختلفی در ساخت نانوحسگرهای زیستی استفاده می‌شوند که بعضی از آنها عبارتند از: نانوذرات، نقاط کوانتومی، نانولوله‌ها، نانوفیبرها و نانو سیم‌ها.

## اجزای اصلی حسگرزیستی
حسگرهای زیستی ابرازهای تجزیه ای هستند که دارای سه جزء اصلی عنصر زیستی (به عنوان جزء اصلی تشخیص دهنده یونها یا مولکولهای هدف)، مبدل و سیستم قرائت (Read out System) می‌باشند. در حسگرهای زیستی، عضو زیستی با روش‌های مختلف روی مبدل تثبیت (Immobilize) شده‌است. این عضو زیستی از گزینش پذیری بالایی برای برهم کنش‌های زیستی و آشکارسازی آنالیت برخوردار است (در سیستم‌های زیستی بین گیرنده و لیگاند مربوط به آن ارتباط اختصاصی وجود دارد که نمونه جالب آن رابطه کاملاً اختصاصی بین آنزیم و پیش‌ماده آن می‌باشد. بدین معنا که آنزیم فقط پیش‌ماده خاص خود را می‌پذیرد و واکنش موردنظر را تنها بر روی پیش‌ماده ویژه کاتالیز می‌کند. این ویژگی از تطابق ساختار جایگاه فعال آنزیم با ساختار پیش‌ماده ناشی می‌شود. مبدل فیزیکی پدیده شناسایی را به یک اثر قابل اندازه‌گیری مانند سیگنال الکتریکی، نشر نوری یا حرکت مکانیکی تبدیل می‌کند. این اثر در نهایت توسط سیستم قرائت اندازه‌گیری می‌شود.
معمول‌ترین عضو زیستی در حسگرهای زیستی آنزیم‌ها، آنتی‌بادی‌ها، اندامک‌ها، گیرنده‌ها و اسیدهای نوکلئیک هستند که با اتصال ویژه به آنالیت موردنظر امکان تجزیه کمی و کیفی آن را فراهم می‌آورند.
مبدل‌های معمول در ساخت حسگرهای زیستی شامل انواع نوری، الکتروشیمیایی، ترمومتری، پیزوالکتریک و … می‌باشند که به ترتیب سیگنال ایجاد شده را به علایم نوری، الکترونیکی، تغییرات گرمایی و نوسانی تبدیل می‌کنند.
این حسگرها بر مبنای نوع جزء زیستی، نحوه کار مبدل یا کاربرد آنها تقسیم‌بندی می‌شوند.

## امتیازات و عوامل پیشرفت حسگرهای زیستی
در اوایل ۱۹۶۰ کلارک و لایونز و آپدایک و هیکز اولین حسگرهای زیستی را بر مبنای برهمکنش کاتالیتیکی ویژه آنزیم گلوکز اکسیداز با گلوکز توسعه دادند. بعد از آن رشد سریعی در مطالعه فعالیت‌ها در این زمینه اتفاق افتاد که باعث پیشرفت بزرگی در توسعه ابزارهای حسگر برای اندازه‌گیری مولکول‌های زیستی در زمینه‌های مختلف صنعتی، دارویی، بالینی و کنترل‌های محیطی گردید.
پیشرفت در ریزفناوری و نانوفناوری پیشرفت حسگرهای بسیار حساس (با توانایی آشکارسازی خمیدگی‌های در حد نانومتر)، با امتیاز کوچک بودن (امکان سنجش آسان‌تر محیط‌های زیستی) را منجر شد. توانمندی بالا، قابلیت اطمینان، صرف انرژی کم، صرفه جویی در زمان و قیمت و آنالیت از مزایای استفاده از این نانو حسگرهای زیستی‌ست. سهولت و سرعت بالای اندازه‌گیری، تکرارپذیری، عملکرد اختصاصی، قابلیت حمل، امکان ساخت آرایه‌های چند عنصری برای اندازه‌گیری همزمان و قرائت چندین نمونه، حساسیت بالا و امکان جمع شدن با فناوری میکروالکترونیک از دیگر مزایا می‌باشند. این روش آشکارسازی نیاز به نشاندار کردن (Labeling) ندارد.

## یادداشت
1. ↑  IUPAC
2. ↑  DNA
3. ↑  Leland C. Clark
4. ↑  Enzyme Electrode
5. ↑  Oxidase
6. ↑  Micromechanics
7. ↑  NH4 +
8. ↑  Amperometric
9. ↑  Potentiometeric
10. ↑  Recognition Element
11. ↑  Ligand
12. ↑  Transducer
13. ↑  Surface plasmon resonance (SPR)
14. ↑  Microelectromechanical systems (MEMS)
15. ↑  SPR
16. ↑  SMPD
17. ↑  RIU
18. ↑  He-Ne، 632.8nm laser
19. ↑  CCD
20. ↑  Surface plasmon resonance (SPR)
21. ↑  Hydrofluoric acid
22. ↑  Sodium hydroxide